# Megalomus amnistiatus
Megalomus amnistiatus är en insektsart som beskrevs av Monserrat 1997. Megalomus amnistiatus ingår i släktet Megalomus och familjen florsländor. Inga underarter finns listade i Catalogue of Life.